# Lake of the Woods Indian Reserve 37
Lake of the Woods Indian Reserve 37 är ett reservat i Kanada.   Det ligger i provinsen Ontario, i den sydöstra delen av landet, 1 500 km väster om huvudstaden Ottawa.
Runt Lake of the Woods Indian Reserve 37 är det glesbefolkat, med 12 invånare per kvadratkilometer.